# Owen Coyle
Owen Coyle (ur. 14 lipca 1966 w Paisley) – irlandzki trener piłkarski i piłkarz.
Karierę piłkarską rozpoczynał w Dumbarton i następnie grał w wielu szkockich zespołach oraz w angielskim Bolton Wanderers. Po zakończeniu kariery był szkoleniowcem Falkirk oraz St. Johnstone. Następnie objął zespół Football League Championship, Burnley. Wywalczył z nim awans do Premier League w sezonie 2008/2009. W 2010 roku został trenerem Boltonu Wanderers.
Urodził się w Szkocji, jednak reprezentował Irlandię na arenie międzynarodowej.

## Kariera piłkarska

### Klubowa
Coyle zawodową karierę piłkarską rozpoczynał w roku 1985 w zespole Dumbarton, gdzie występował ze swoimi braćmi, Joem i Tommym. Trzy lata później podpisał kontrakt z Clydebank. W marcu 1990 roku za 175 tysięcy funtów przeszedł do Airdrieonians. W swoim debiutanckim spotkaniu w nowym klubie zdobył hat-tricka i został w sezonie 1989/1990 królem strzelców Scottish Football League. W czasie następnych dwóch sezonów pomógł Airdrieonians w awansie. Zagrał również w przegranym z Rangers finale Pucharu Szkocji.
W lecie 1993 roku przeszedł do Boltonu Wanderers za 250 tysięcy funtów. W czasie dwuletniego pobytu w tym klubie awansował z nim do Premier League oraz grał w najwyższej klasie rozgrywkowej w Anglii. W październiku 1995 podpisał jednak kontrakt z Dundee United, z którym także wywalczył awans i strzelił bramkę w drugim spotkaniu finałowym barażów z Partick Thistle.
Następnie Coyle grał w Motherwell oraz w Dunfermline Athletic. Po stracie miejsca w tym zespole został wypożyczony do Ross County. W roku 2001 rozpoczął grę w Airdrieonians. Gdy rozpoczęło się postępowanie upadłościowe klubu Coyle przeszedł do Falkirk w roku 2002. Był tam grającym trenerem. Po opuszczeniu tego klubu powrócił do Dundee United. Z początku był tam w sztabie szkoleniowym, jednak później był zawodnikiem. Z powodu braku miejsca dla niego w wyjściowym składzie został wypożyczony do Airdrie United, następców zespołu Airdrieonians. Później stał się zawodnikiem tego klubu na stałe. Swoją karierę zakończył w roku 2007, w czasie gry w St. Johnstone, gdzie był grającym trenerem.
9 kwietnia wystąpił w jednym spotkaniu rezerw Burnley, w którym także strzelił gola i pomógł temu zespołowi wygrać ligę rezerw.

### Reprezentacyjna
Coyle urodził się w Szkocji, jednak mógł także grać w reprezentacji Irlandii z powodu irlandzkiego pochodzenia. W kadrze tej wystąpił jeden raz. W kwietniu 1994 roku zmienił Tommy’ego Coyne’a w 83. minucie meczu z Holandią. Spotkanie to Irlandia wygrała 1:0.

## Kariera trenerska

### St. Johnstone
W kwietniu 2005 roku został szkoleniowcem St. Johnstone. W marcu 2006 roku otrzymał tytuł szkoleniowca miesiąca Scottish First Division. Coyle doprowadził St. Johnstone do półfinału Puchar po wygraniu 2:0 z Rangers na Ibrox. Było to pierwsze zwycięstwo klubu na tym stadionie od 35 lat. Zespół doszedł do półfinału również dzięki zwycięstwom z Falkirk i Motherwell. Przegrał jednak mecz półfinałowy z Celticiem.
W tym samym sezonie St. Johnstone grało w First Division i walczyło o awans do SPL. 26 marca 2007 roku Coyle po raz drugi został wyróżniony tytułem najlepszego szkoleniowca miesiąca w lidze. O awans klub walczył z Gretną do ostatniej kolejki sezonu. Gol Jamesa Grady’ego dał jednak zwycięstwo Gretnie nad Ross County i zarazem awans do SPL.
W lipcu 2007 roku Coyle przedłużył swój kontrakt z St. Johnstone o rok, który wiązał go z zespołem do sezonu 2009/2010. Na początku sezonu 2007/2008 doprowadził klub do finału Scottish Challenge Cup. Tydzień wcześniej zgodził się na ofertę angielskiego Burnley i opuścił St. Johnstone. Jego asystent, Sandy Stewart poprowadził klub w finałowym meczu z Dunfermline Athletic i jego klub wygrał 3:2.

### Burnley
22 listopada Coyle oficjalnie został nowym szkoleniowcem Burnley. Polecony on został przez Alexa McLeisha oraz przez prezesa Boltonu, Phila Gartside’a po tym jak zatrudnił on Gary’ego Megsona na stanowisku nowego trenera klubu. Coyle był drugim kandydatem, po Megsonie, do objęcia tej roli.
We wrześniu 2008 roku reprezentant Anglii, Andy Cole stwierdził, że to właśnie Coyle nakłonił go do ponownego przemyślenia decyzji o zakończeniu kariery przez niego po sezonie 2007/2008. Powiedział: „Przyszedłem do Burnely, gdzie panowała dobra atmosfera i rozmawiałem z Owenem. Dawał on to co mi najlepsze i za jego sprawą poczułem się młodszy” Coyle spędził trzy miesiące na wypożyczeniu w Burnley w tamtym sezonie.
Coyle został wybrany najlepszym szkoleniowcem września 2008 roku w Football League Championship po tym jak doprowadził Burnley do pięciu zwycięstw w sześciu spotkaniach oraz zwycięstwa w Pucharze Ligi z zespołem Premier League, Fulham. W listopadzie jego klub zwyciężył po rzutach karnych z Chelsea na Stamford Bridge i awansował do ćwierćfinału tych rozgrywek. W tej fazie Burnley wygrało 2:0 z Arsenalem. W półfinale zostali wyeliminowani przez Tottenham Hotspur w dramatycznych okolicznościach. W pierwszym spotkaniu na White Hart Lane padł wynik 4:1 dla Tottenhamu, w rewanżowym meczu Burnley prowadziło 3:0, jednak Tottenham strzelił dwie bramki w ostatnich trzech minutach meczu i awansował do finału.
Burnley pod wodzą Coyle’a awansowało do Premier League po wygraniu z Sheffield United w finale barażów 25 maja 2009 roku. Sezon 2009/2010 będzie pierwszym dla tego klubu w Premier League oraz pierwszym w najwyższej klasie rozgrywkowej od 33 lat. W okienku transferowym Coyle podpisał kontrakty między innymi z Tyronem Mearsem, Stevenem Fletcherem oraz z Davidem Edgarem. Transfer Fletchera za 3 miliony funtów był rekordowy dla Burnley.
18 czerwca 2009 roku przedłużył swój kontrakt z klubem do końca sezonu 2012/2013. 19 sierpnia doprowadził Burnley do pierwszego zwycięstwa w najwyższej klasie rozgrywkowej od 33 lat. Jego zespół pokonał mistrza kraju, Manchester United.

### Bolton Wanderers
8 stycznia 2010 roku został trenerem Boltonu Wanderers. W sezonie 2011/12 spadł z Premier League.
9 października 2012 roku został zwolniony.

### Wigan Athletic
14 czerwca 2013 roku został zatrudniony w Wigan Athletic, po odejściu Roberto Martíneza. 2 grudnia 2013 r. zrezygnował z prowadzenia drużyny.

## Statystyki

### Trenerskie
| Zespół           | Kraj    | Od                | Do                  | Mecze | Mecze | Mecze | Mecze | Mecze |
| Zespół           | Kraj    | Od                | Do                  | M     | Z     | R     | P     | %Z    |
| ---------------- | ------- | ----------------- | ------------------- | ----- | ----- | ----- | ----- | ----- |
| Falkirk          | Szkocja | 31 stycznia 2003  | 20 maja 2003        | 19    | 12    | 3     | 4     | 63.16 |
| St. Johnstone    | Szkocja | 15 kwietnia 2005  | 22 listopada 2007   | 70    | 36    | 20    | 14    | 51.43 |
| Burnley          | Anglia  | 22 listopada 2007 | 8 stycznia 2010     | 116   | 49    | 29    | 38    | 42.24 |
| Bolton Wanderers | Anglia  | 8 stycznia 2010   | 9 października 2012 | 126   | 42    | 24    | 60    | 33.33 |
| Łącznie          | Łącznie | Łącznie           | Łącznie             | 331   | 139   | 76    | 116   | 41.99 |

Stan na 9 października 2012.

## Sukcesy
Burnley
- 2008/2009: Zwycięzca barażów o awans do Premier League

## Inne
Coyle wystąpił w szkockim filmie o piłce Zwycięski gol w roku 2002. Grał tam między innymi z Robertem Duvallem, Michaelem Keatonem i Allym McCoistem. Coyle jest lubiany przez kibiców Burnley. W czasie WrestleMania XXV 5 kwietnia 2009 roku na tłumie widniał napis „Owen Coyle is God” („Owen Coyle jest Bogiem”).